# Лаки тенкови Уједињеног Краљевства
Лаки тенкови Уједињеног Краљевства су лаки тенкови од ознака Mk I до Mk V. Ово је била серија сличних британских малих тенкова произведених између два рата. Коришћени су за обуку, а учествовали су у врло малом броју окршаја у британским јединицама, као на пример у кампањи у Абисинији 1941. године од стране јужноафричких трупа.

## Карактеристике
Сви су били тешки око пет тона и способни да развију брзину од око 50 км/ч на путевима и око 30 км/ч ван путева. Наоружање је било искључиво митраљеско - Викерс митраљези калибра .303 или .50 инча. Користили су Хорстман вешање. Све до модела Mk V, имали су двочлану посаду - возач/командир и нишанџија. Mk V је имао трочлану посаду-возача, нишанџију и командира који је помагао и око митраљеза.
Иако брзи, танак оклоп чинио их је рањивим, наоружање им је било слабо, а због мале дужине жестоко су поскакивали на неравном терену (дужи Мк V нешто мање). Застарели до 1939, ниједан од ових тенкова није послат у рат са БЕФ, иако је неколицина служила у Северној Африци.

### Лаки тенк Mk I
Ове тенкове развила је фабрика Викерс на основу оклопних транспортера / танкета Викерс Карден-Лојд Мк VI. Mk I-IV имали су куполе за једног човека наоружане само једним митраљезом.

### Лаки тенк Mk II
- MK II: Направљен од стране Викерс Армстронг компаније 1929. године.
- Mk IIA: 29 направљено у Краљевском арсеналу у Вулвичу.
- Mk IIB: 21 направљен од Викерс-Армстронг компаније.

Mk II је одредио конфигурацију за каснија возила, са мотором десно и куполом мало улево.

### Лаки тенк Mk III
- Прављен од 1934. године.

### Лаки тенк Mk IV
- Дизајн Викерса 1933. године, прављен од 1934.

Mk IV је одбацио носећи рам, користећи труп тенка као шасију. Слична возила су се навелико извозила у иностранство под комерцијалним називима (Викерс 6-тона).

### Лаки тенк Mk V
- Направљен 1936. године. Mk V је увео куполу за 2 члана посаде. Нешто веће возило са два митраљеза, калибара .303 и .50 инча.[1]